# U-Bahnhof Christuskirche

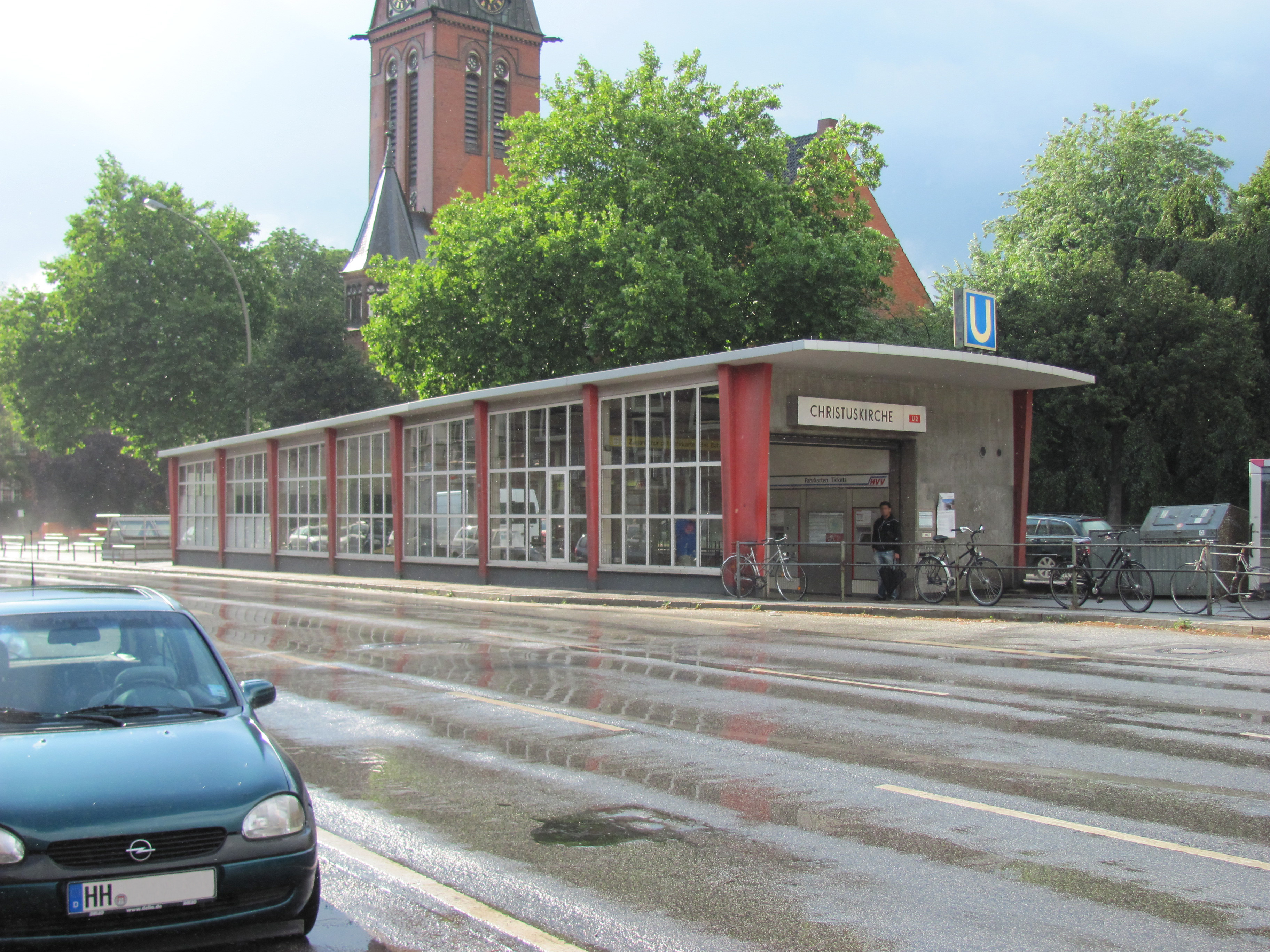
Zugangsgebäude an der Fruchtallee im Jahr 2011. Im Hintergrund die Christuskirche.

Der U-Bahnhof Christuskirche ist eine Haltestelle der Hamburger U-Bahn-Linie U2 im Stadtteil Eimsbüttel. Das Kürzel der Station bei der Betreiber-Gesellschaft Hamburger Hochbahn lautet „CH“. Der U-Bahnhof hat täglich 9.037 Ein- und Aussteiger (Mo–Fr, 2019).

## Geschichte
Der U-Bahnhof Christuskirche wurde im Juni 1913 in Betrieb genommen, damit ist der U-Bahnhof einer der ältesten Hamburgs. Damals war die Haltestelle ein Teil der sogenannten Eimsbütteler Zweigstrecke, die die Station Hellkamp mit Schlump verbinden sollte. Da diese Linie bei Inbetriebnahme von Christuskirche noch nicht fertiggestellt war, endeten die Züge von Schlump kommend bis Oktober 1913 zunächst hier.
Im Zweiten Weltkrieg wurde die U-Bahn-Strecke im Bereich Christuskirche durch Luftangriffe schwer beschädigt. Auch der Bahnhof war stark betroffen und musste bis 1948 außer Betrieb genommen werden.
In der Nachkriegszeit wurden der Bahnhof und die U-Bahn-Strecke selbst mehrfach umgebaut. Die über der Station liegende Fruchtallee wurde zu einer mehrspurigen Hauptverkehrsstraße ausgebaut, was eine Verstärkung der Decken erforderte. Im gleichen Zuge wurde auch das Eingangsgebäude an einem etwas verlagerten Standort neu errichtet. Der Bahnsteig wurde erweitert, um längere Züge einsetzen zu können. Schließlich wurde die Eimsbütteler Zweigstrecke Teil der neuen Linie U2, die östlich von Christuskirche eine eigene Innenstadtstrecke erhielt.

## Anlage
Die Haltestelle Christuskirche liegt in einfacher Tieflage unter der Fruchtallee. Der etwa 120 Meter lange Mittelbahnsteig verfügt in der Mitte über zwei gegenläufig angeordnete Treppen, die in ein Zugangsgebäude auf einer Verkehrsinsel zwischen den beiden Richtungsfahrbahnen der Fruchtallee führen. Außerdem hat der U-Bahnhof einen Fahrstuhl, so dass er als barrierefrei gilt. Die namensgebende Christuskirche befindet sich wenige Meter nördlich des Bahnhofs auf der gegenüberliegenden Straßenseite.
| Linie | Verlauf |
| ----- | --- |
| U 2   | Niendorf Nord – Schippelsweg – Joachim-Mähl-Straße – Niendorf Markt – Hagendeel – Hagenbecks Tierpark – Lutterothstraße – Osterstraße – Emilienstraße – Christuskirche – Schlump – Messehallen – Gänsemarkt (Oper) – Jungfernstieg – Hauptbahnhof Nord – Berliner Tor – Burgstraße – Hammer Kirche – Rauhes Haus – Horner Rennbahn – Legienstraße – Billstedt – Merkenstraße – Steinfurther Allee – Mümmelmannsberg |